# Cleitamia orthocephala
Cleitamia orthocephala är en tvåvingeart som beskrevs av Friedrich Georg Hendel 1914. Cleitamia orthocephala ingår i släktet Cleitamia och familjen bredmunsflugor. Inga underarter finns listade i Catalogue of Life.